# Probleme von Thébault

Thébaults drei Probleme

Als Probleme von Thébault bezeichnet man drei Probleme aus der Elementargeometrie, die von dem französischen Mathematiker Victor Thébault (1882–1960) publiziert wurden. Da es sich hierbei ausschließlich um (inzwischen) bewiesene Aussagen handelt, werden sie gelegentlich auch als Sätze von Thébault bezeichnet, insbesondere für das erste und das dritte Problem hat sich in der Literatur die Bezeichnung Satz von Thébault eingebürgert.

## Problem I
Verbindet man die Mittelpunkte der über den Seiten eines Parallelogramms errichteten Quadrate, so erhält man erneut ein Quadrat. Diese Aussage wird auch als Satz von Thébault-Yaglom bezeichnet.

## Problem II
Errichtet man über zwei benachbarten Seiten eines Quadrates gleichseitige Dreiecke, so bilden deren beide nicht auf den benachbarten Quadratseiten liegende Eckpunkte mit dem nicht auf den beiden benachbarten Quadratseiten liegenden Eckpunkt des Quadrats ein gleichseitiges Dreieck. 
Diese Aussage wird gelegentlich als Satz von Thébault bezeichnet.

## Problem III
Verbindet man bei einem beliebigen Dreieck einen Punkt auf einer Dreiecksseite mit der gegenüberliegenden Ecke, dann existieren zwei eindeutig bestimmte Kreise, die die Verbindungsstrecke, die Dreieckseite und den Umkreis des Dreiecks berühren. Die Mittelpunkte dieser beiden Kreise und der Inkreismittelpunkt des Dreiecks liegen dann auf einer Geraden. Diese Aussage wird auch als Satz von Sawayama-Thébault bezeichnet.